# Ethan Vernon
Ethan Vernon (Bedford, 26 de agosto de 2000) é um desportista britânico que compete no ciclismo nas modalidades de pista e rota. Ganhou uma medalha de prata no Campeonato Europeu de Ciclismo em Pista de 2020, na prova de 1 km contrarrelógio.

## Medalheiro internacional
| Campeonato Europeu | Campeonato Europeu  | Campeonato Europeu | Campeonato Europeu  |
| Ano                | Lugar               | Medalha            | Competição          |
| ------------------ | ------------------- | ------------------ | ------------------- |
| 2020               | Plovdiv ( Bulgária) | Medalha de prata   | 1 km contrarrelógio |